# 2-я гвардейская штурмовая авиационная дивизия
2-я гвардейская штурмовая авиационная Черниговско-Речицкая ордена Ленина Краснознамённая ордена Суворова дивизия — воинское соединение Вооружённых Сил СССР в Великой Отечественной войне.

## История наименований дивизии
- 228-я штурмовая авиационная дивизия[1];
- 2-я гвардейская штурмовая авиационная дивизия[1];
- 2-я гвардейская штурмовая авиационная Черниговская дивизия;
- 2-я гвардейская штурмовая авиационная Черниговско-Речицкая дивизия;
- 2-я гвардейская штурмовая авиационная Черниговско-Речицкая Краснознамённая дивизия;
- 2-я гвардейская штурмовая авиационная Черниговско-Речицкая Краснознамённая ордена Суворова дивизия;
- 2-я гвардейская штурмовая авиационная Черниговско-Речицкая ордена Ленина Краснознамённая ордена Суворова дивизия;
- 114-я гвардейская штурмовая авиационная Черниговско-Речицкая ордена Ленина Краснознамённая ордена Суворова дивизия[1];
- 161-я гвардейская истребительная авиационная Черниговско-Речицкая ордена Ленина Краснознамённая ордена Суворова дивизия ПВО[1];
- Войсковая часть (Полевая почта) 420534[1].

## Боевой путь дивизии
- Сформирована в мае 1942 как 228-я штурмовая авиационная дивизия в городе Валуйки[2].
- С 29.05.42 г. недоукомплектованная самолётами Ил-2 и личным составом дивизия приступила к выполнению боевых задач в составе ВВС (с 9 июня 8-я воздушная армия) Юго-Западного фронта поддерживала его войска при отражении наступления танковых и моторизованных соединений противника на купянском и валуйко-россошанском направлениях.
- С 17 июля участвовала в Сталинградской битве, в ходе которой 13 сентября была передана в 16-ю воздушную армию (в её составе действовала до конца войны). В период оборонительного сражения и контрнаступления советских войск под Сталинградом произвела около 3 тысяч самолёто-вылетов, уничтожила и вывела из строя сотни танков, орудий и самолётов, тысячи солдат и офицеров противника.
- К 04.09.1942 г. вошла в состав 16-й ВА. К этому времени в составе авиадивизии были 688, 694 и 783 шап, позднее вошёл 285 шап.
- 228-я штурмовая авиационная дивизия за показанные образцы мужества и героизм под Сталинградом Приказом НКО[3] 18 марта 1943 года переименована во 2-ю гвардейскую штурмовую авиационную дивизию.
- В июле — августе 1943 принимала участие в оборонительном сражении под Курском и в Орловской наступательной операции, а затем — в Черниговско-Припятской наступательной операции. За отличия в боях при форсировании войсками фронта реки Десна и освобождении 21 сентября города Чернигов в этот же день приказом НКО No 128 от 18.03.43 года удостоена почётного наименования «Черниговской».
- За боевые отличия в сражениях при форсировании реки Десна и за освобождение города Чернигов 21 сентября 1943 года дивизии было присвоено наименование Черниговской[4].
- За боевые действия в Гомельско-Речицкой наступательной операции и при освобождении города Речица 18 ноября 1943 года дивизия получила наименование Речицкой[4].
- В январе — феврале 1944 она участвовала в Калинковичско-Мозырской и Рогачёвско-Жлобинской наступательных операциях. За образцовое выполнение боевых заданий командования награждена орденом Красного Знамени (15 января 1944).
- Высокое воинское мастерство, отвагу и мужество показал личный состав дивизии в Белорусской наступательной операции при выполнении задач авиационной поддержки войск 1-го Белорусского фронта в ходе прорыва сильно укреплённой обороны противника на бобруйском направлении и разгроме его окружённой группировки в районе Бобруйска. В последующем части дивизии успешно наносили удары по противнику при освобождении войсками фронта городов Жлобин, Слуцк, Барановичи, Брест, Люблин, Демблин, Луков (Лукув) и Седлец (Седльце). За боевые отличия в Белорусской операции дивизия награждена орденом Суворова 2-й степени (2 июля 1944).
- В Варшавско-Познанской наступательной операции она поддерживала соединения 8-й гвардейской и 61-й армий при прорыве оборонительных рубежей противника и при овладении городом и крепостью Познань (23 февраля 1944).
- Боевой путь завершила в Берлинской наступательной операции. За образцовые действия и доблесть личного состава при штурме советскими войсками Берлина награждена орденом Ленина (11 июня 1945).
- Всего в годы войны, с мая 1942, дивизия произвела более 18 тысяч самолёто-вылетов, уничтожила и подавила большое количество боевой техники и живой силы противника.

### Участие в операциях и битвах

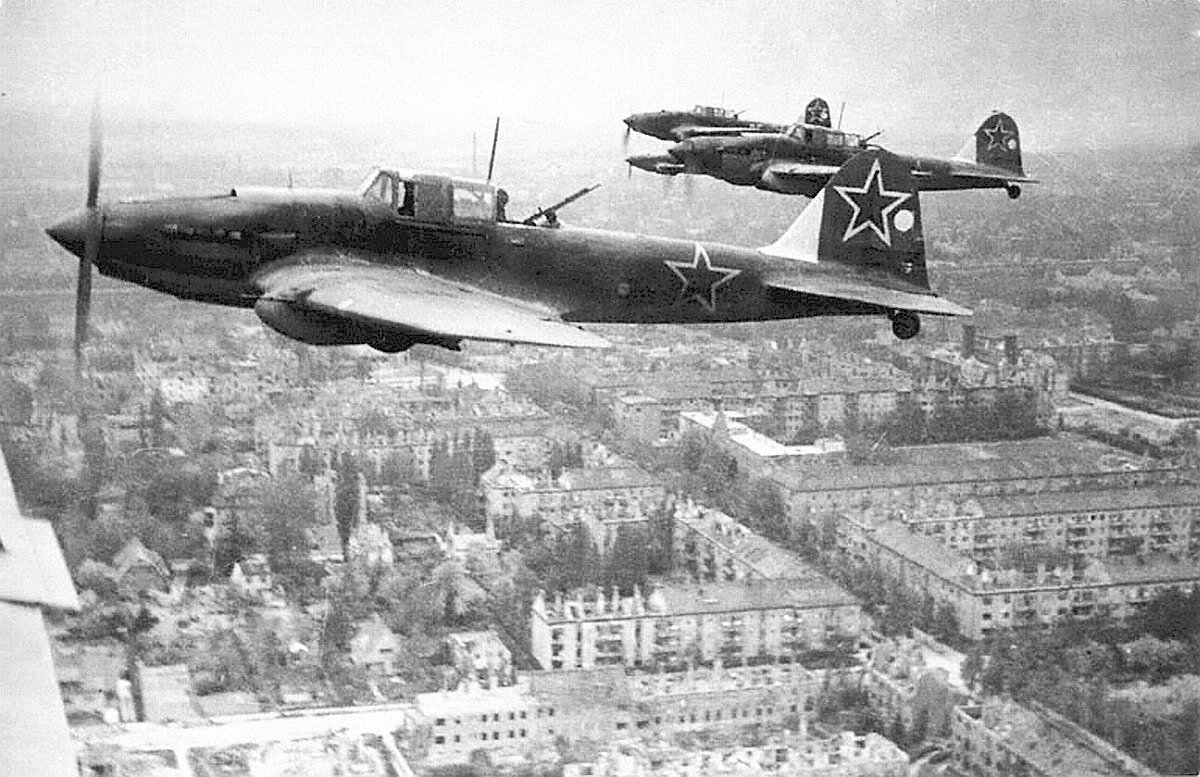
Ил-2 в небе Берлина

- Воздушная операция ВВС РККА по уничтожению немецкой авиации на аэродромах в мае 1943 года — с 6 мая 1943 года по 8 мая 1943 года.
- Курская битва
  - Орловская операция «Кутузов» — с 12 июля 1943 года по 18 августа 1943 года.
- Битва за Днепр:
  - Черниговско-Припятская операция — с 26 августа 1943 года по 30 сентября 1943 года.
- Гомельско-Речицкая наступательная операция — с 10 ноября 1943 года по 30 ноября 1943 года.
- Калинковичско-Мозырская наступательная операция — с 8 января 1944 года по 30 января 1944 года.
- Рогачёвско-Жлобинская наступательная операция — с 21 февраля 1944 года по 26 февраля 1944 года.
- Белорусская стратегическая наступательная операция (Операция «Багратион»):
  - Бобруйская наступательная операция — с 24 июня 1944 года по 29 июня 1944 года.
  - Минская наступательная операция — с 29 июня 1944 года по 4 июля 1944 года.
  - Люблин-Брестская наступательная операция — с 18 июля 1944 года по 2 августа 1944 года.
- Сероцкая наступательная операция — с 30 августа 1944 года по 2 ноября 1944 года.
- Висло-Одерская стратегическая наступательная операция
  - Варшавско-Познанская наступательная операция — с 14 января 1945 года по 3 февраля 1945 года.
- Боевые действия по удержанию и расширению плацдарма в районе Кюстрина — с 3 февраля 1945 года по 30 марта 1945 года.
- Восточно-Померанская стратегическая наступательная операция
  - Арнсвальде-Кольбергская наступательная операция — с 1 марта 1945 года по 18 марта 1945 года.
  - Альтдамская наступательная операция — с 18 марта 1945 года по 4 апреля 1945 года.
- Берлинская стратегическая наступательная операция
  - Зееловско-Берлинская наступательная операция — с 16 апреля 1945 года по 2 мая 1945 года.
  - Бранденбургско-Ратеновская наступательная операция — с 3 мая 1945 года по 8 мая 1945 года.

### Послевоенный период
После войны дивизия выполняла задачи по охране западных рубежей в составе Группы советских оккупационных войск в Германии. В 1945 году полки дивизии были перевооружены на самолёты Ил-10. В связи сокращением ВВС в апреле 1947 года расформирован 78-й гвардейский штурмовой авиационный Волжский Краснознамённый полк, часть личного состава убыла на укомплектование других полков дивизии.
В феврале 1949 года в соответствии с решением Верховного Главнокомандующего дивизия и её полки были переименованы. Дивизия стала именоваться 114-я гвардейская штурмовая авиационная Черниговско-Речицкая ордена Ленина Краснознамённая ордена Суворова дивизия.
В связи с сокращением штурмовой авиации летом 1956 года полки дивизии были перевооружены на самолёты МиГ-15 и дивизия была передана в состав войск ПВО страны с перебазированием на аэродром Сталино (Донецк). Дивизия была переименована и стала именоваться 161-я гвардейская истребительная авиационная Черниговско-Речицкая ордена Ленина Краснознамённая ордена Суворова дивизия ПВО. В октябре 1956 года в связи с реформацией системы ПВО страны дивизия была расформирована в составе Киевской армии ПВО вместе с полками. 725-й гвардейский истребительный авиационный Барановичский Краснознамённый ордена Суворова полк ПВО был объединён с 393-м истребительным авиационным полком ПВО, получив наименование 393-й гвардейский истребительный авиационный Барановичский Краснознамённый ордена Суворова полк ПВО, после чего был перебазирован на аэродром Приволжский Астраханской области.

## Командиры
Дивизией командовали:
- полковник Степичев, Василий Васильевич (май — октябрь 1942);
- подполковник, полковник, генерал-майор авиации Комаров Георгий Осипович: с октября 1942 года по 2 июля 1945 года[6][7][8][9].
- Полковник Калинин Павел Александрович, период нахождения в должности: с 3 июля 1945 года по февраль 1946 года[6].
- Полковник Подольский Алексей Ильич, период нахождения в должности: с февраля 1946 года по февраль 1947 года.
- Полковник, Генерал-майор авиации[10] Сапрыкин Валентин Филиппович[6], период нахождения в должности: с ноября 1947 года по декабрь 1949 года.

## В составе объединений
| Дата          | Фронт (округ)                                   | Армия                | Корпус                            | Примечания     |
| ------------- | ----------------------------------------------- | -------------------- | --------------------------------- | -------------- |
| 18.03.1943 г. | Центральный фронт                               | 16-я воздушная армия |                                   |                |
| 20.10.1943 г. | Белорусский фронт                               | 16-я воздушная армия |                                   |                |
| 24.02.1944 г. | 1-й Белорусский фронт                           | 16-я воздушная армия |                                   |                |
| 05.04.1944 г. | Белорусский фронт                               | 16-я воздушная армия |                                   |                |
| 16.04.1944 г. | 1-й Белорусский фронт                           | 16-я воздушная армия |                                   |                |
| 10.06.1945 г. | Группа советских оккупационных войск в Германии | 16-я воздушная армия | 6-й штурмовой авиационный корпус  |                |
| 20.02.1949 г. | Группа советских оккупационных войск в Германии | 24-я воздушная армия | 75-й штурмовой авиационный корпус | переименование |
| 01.08.1956 г. | ПВО страны                                      | Киевская армия ПВО   |                                   | переименование |
| 01.10.1956 г. | ПВО страны                                      | Киевская армия ПВО   |                                   | расформирована |

## Части и отдельные подразделения дивизии
За весь период своего существования боевой состав дивизии не претерпевал изменения:
| Период                  | Наименование                                          | Вооружение                                                                |
| ----------------------- | ----------------------------------------------------- | ------------------------------------------------------------------------- |
| 18.03.1942 — 20.02.1949 | 58-й гвардейский штурмовой авиационный полк           | Ил-2, Ил-10, переименован в 635-й гв. шап                                 |
| 18.03.1942 — 20.02.1949 | 59-й гвардейский штурмовой авиационный полк           | Ил-2, Ил-10, переименован в 725-й гв. шап                                 |
| 18.03.1942 — 01.04.1947 | 78-й гвардейский штурмовой авиационный полк           | Ил-2, Ил-10, расформирован                                                |
| 18.03.1942 — 20.02.1949 | 79-й гвардейский штурмовой авиационный полк           | Ил-2, Ил-10, переименован в 823-й шап                                     |
| 20.02.1949 — 01.08.1956 | 635-й гвардейский штурмовой авиационный полк          | Ил-10, МиГ-15, переименован в 635-й гв. иап ПВО                           |
| 20.02.1949 — 01.08.1956 | 725-й гвардейский штурмовой авиационный полк          | Ил-10, МиГ-15, переименован в 725-й гв. иап ПВО                           |
| 20.02.1949 — 01.01.1954 | 823-й гвардейский штурмовой авиационный полк          | Ил-10, МиГ-15, заменён на 664-й гв. шап                                   |
| 01.01.1954 — 01.08.1956 | 664-й гвардейский штурмовой авиационный полк          | Ил-10, МиГ-15, переименован в 664-й гв. иап ПВО                           |
| 01.08.1956 — 01.11.1956 | 725-й гвардейский истребительный авиационный полк ПВО | МиГ-15, объединён с 393-м иап ПВО, получил наименование 393-й гв. иап ПВО |
| 01.08.1956 — 01.11.1956 | 635-й гвардейский истребительный авиационный полк ПВО | МиГ-15                                                                    |
| 01.08.1956 — 01.11.1956 | 664-й гвардейский истребительный авиационный полк ПВО | МиГ-15                                                                    |

## Почётные наименования
- 58-й гвардейский штурмовой авиационный полк за проявленные мужество и героизм приказом народного комиссара обороны 4 мая 1943 года удостоен почётного наименования «Донской»[11].
- 78-й гвардейский штурмовой авиационный полк за проявленные мужество и героизм приказом народного комиссара обороны 4 мая 1943 года удостоен почётного наименования «Волжский»[11].
- 2-я гвардейская штурмовая авиационная дивизия за отличия в боях при форсировании реки Десна и освобождении 21 сентября города Чернигов приказом Верховного главнокомандующего 21 сентября 1943 года удостоена почётного наименования «Черниговской»[12].
- 2-я гвардейская штурмовая авиационная дивизия за отличия в боях при освобождении 17 ноября 1943 г. города Речицы приказом Верховного Главнокомандующего 18 ноября 1943 года удостоена почётного наименования «Речицкая»[13].
- 79-й гвардейский штурмовой авиационный полк за отличные боевые действия при овладении городами Мозырь и Калинковичи приказом Верховного Главнокомандующего 14 января 1944 года и приказом народного комиссара обороны № 07 от 15 января 1944 года присвоено почётное наименование «Мозырьский»[14]
- 59-й гвардейский штурмовой авиационный полк за овладение городом Барановичи и Барановичским укреплённым районом приказом Верховного Главнокомандующего 8 июля 1944 года и приказом народного комиссара обороны № 0225 от 27 июля 1944 года присвоено почётное наименование «Барановичский»[15].

## Награды
- 2-я гвардейская штурмовая авиационная Черниговско-Речицкая дивизия за образцовое выполнение заданий командования на фронте борьбы с немецкими захватчиками и проявленные при этом доблесть и мужество Указом Президиума Верховного Совета СССР от 15 января 1944 года награждена орденом «Красного Знамени»[16].
- 2-я гвардейская штурмовая авиационная Черниговско-Речицкая Краснознамённая дивизия за образцовое выполнение заданий командования в боях с немецкими захватчиками при прорыве сильно укреплённой обороны немцев, прикрывающих Бобруйское направление, и проявленные при этом доблесть и мужество Указом Президиума Верховного Совета СССР от 2 июля 1944 года награждена орденом «Суворова II степени»[16].
- 2-я гвардейская штурмовая авиационная Черниговско-Речицкая Краснознамённая ордена Суворова дивизия за образцовое выполнение заданий командования в боях с немецкими захватчиками при овладении столицей Германии городом Берлин и проявленные при этом доблесть и мужество Указом Президиума Верховного Совета СССР от 11 июня 1945 года награждена орденом «Ленина»[17].
- 58-й гвардейский штурмовой авиационный Донской полк за образцовое выполнение заданий командования на фронте борьбы с немецкими захватчиками и проявленные при этом доблесть и мужество Указом Президиума Верховного Совета СССР от 15 января 1944 года награждён орденом «Красного Знамени»[16].
- 58-й гвардейский штурмовой авиационный Донской Краснознамённый полк за образцовое выполнение заданий командования в боях с немецкими захватчиками при овладении городом и крепостью Познань и проявленные при этом доблесть и мужество Указом Президиума Верховного Совета СССР от 5 апреля 1945 года награждён орденом «Суворова III степени»[17].
- 59-й гвардейский штурмовой авиационный полк за образцовое выполнение заданий командования на фронте борьбы с немецкими захватчиками и проявленные при этом доблесть и мужество Указом Президиума Верховного Совета СССР от 2 сентября 1943 года награждён орденом «Красного Знамени»[16].
- 59-й гвардейский штурмовой авиационный Барановичский Краснознамённый полк за образцовое выполнение заданий командования в боях с немецкими захватчиками при овладении городами Ратенов, Шпандау, Потсдам и и проявленные при этом доблесть и мужество Указом Президиума Верховного Совета СССР от 28 мая 1945 года награждён орденом «Суворова III степени»[17].
- 78-й гвардейский штурмовой авиационный Волжский полк за образцовое выполнение заданий командования на фронте борьбы с немецкими захватчиками и проявленные при этом доблесть и мужество Указом Президиума Верховного Совета СССР от 15 января 1944 года награждён орденом «Красного Знамени»[16].
- 79-й гвардейский штурмовой авиационный Мозырьский полк за образцовое выполнение заданий командования в боях с немецкими захватчиками при овладении городом и крепостью Прага и проявленные при этом доблесть и мужество Указом Президиума Верховного Совета СССР от 31 октября 1944 года награждён орденом «Александра Невского»[16].
- 79-й гвардейский штурмовой авиационный Мозырьский ордена Александра Невского полк за образцовое выполнение заданий командования в боях с немецкими захватчиками при прорыве обороны немцев и наступлении на Берлин и проявленные при этом доблесть и мужество Указом Президиума Верховного Совета СССР от 28 мая 1945 года награждён орденом «Суворова III степени»[17].

## Отличившиеся воины
За образцовое выполнение боевых заданий свыше 2 тысяч её воинов награждены орденами и медалями, а 32 из них присвоено звание Героя Советского Союза, в числе которых прославленные лётчики-гвардейцы подполковники А. Г. Наконечников и М. Г. Скляров, майоры В. М. Голубев, Г. И. Копаев и В. Ф. Хохлачёв, капитаны А. А. Бондарь и А. И. Кадомцев, старший лейтенант Ю. Н. Зыков, лейтенанты И. Ф. Бибишев, А. С. Черезов и командир дивизии гвардии генерал-майор авиации Комаров, Георгий Осипович.
| - Указом Президиума Верховного Совета СССР от 24 августа 1943 года Голубев Виктор Максимович, гвардии майор, штурман 58-го гвардейского штурмового авиационного полка 2-й гвардейской штурмовой авиационной дивизии 16-й воздушной армии удостоен звания дважды Герой Советского Союза. Золотая Звезда № 2/13. - Указом Президиума Верховного Совета СССР от 29 мая 1945 года Комаров Георгий Осипович, генерал-майор авиации, командир 2-й гвардейской штурмовой авиационной дивизии 16-й воздушной армии удостоен звания Герой Советского Союза. Золотая Звезда № 7390. - Указом Президиума Верховного Совета СССР от 15 мая 1946 года Богданов Анатолий Сергеевич, гвардии старший лейтенант, командир звена 58-го гвардейского штурмового авиационного полка 2-й гвардейской штурмовой авиационной дивизии 16-й воздушной армии удостоен звания Герой Советского Союза. Золотая Звезда № 7049. - Указом Президиума Верховного Совета СССР от 13 апреля 1944 года Бондарь Александр Афанасьевич, гвардии капитан, командир эскадрильи 59-го гвардейского штурмового авиационного полка 2-й гвардейской штурмовой авиационной дивизии 16-й воздушной армии удостоен звания Герой Советского Союза. Посмертно. - Указом Президиума Верховного Совета СССР от 15 мая 1946 года Борщёв Сергей Тимофеевич, гвардии подполковник, помощник по воздушно-стрелковой службе командира 79-го гвардейского штурмового авиационного полка 2-й гвардейской штурмовой авиационной дивизии 16-й воздушной армии удостоен звания Герой Советского Союза. Золотая Звезда № 7053. - Указом Президиума Верховного Совета СССР от 13 апреля 1944 года Волгин Василий Леонтьевич, гвардии капитан, командир эскадрильи 78-го гвардейского штурмового авиационного полка 2-й гвардейской штурмовой авиационной дивизии 16-й воздушной армии удостоен звания Герой Советского Союза. Золотая Звезда № 3510. - Указом Президиума Верховного Совета СССР от 15 мая 1946 года Жуков Степан Иванович, гвардии старший лейтенант, заместитель командира эскадрильи 58-го гвардейского штурмового авиационного полка 2-й гвардейской штурмовой авиационной дивизии 16-й воздушной армии удостоен звания Герой Советского Союза. Золотая Звезда № 7050. - Указом Президиума Верховного Совета СССР от 1 июля 1944 года Зыков Юрий Николаевич, гвардии старший лейтенант, заместитель командира эскадрильи 59-го гвардейского штурмового авиационного полка 2-й гвардейской штурмовой авиационной дивизии 16-й воздушной армии удостоен звания Герой Советского Союза. Посмертно. - Указом Президиума Верховного Совета СССР от 23 февраля 1945 года Иванов Николай Васильевич, гвардии лейтенант, старший лётчик 59-го гвардейского штурмового авиационного полка 2-й гвардейской штурмовой авиационной дивизии 16-й воздушной армии удостоен звания Герой Советского Союза. Золотая Звезда № 5987. - Указом Президиума Верховного Совета СССР от 13 апреля 1944 года Кадомцев Анатолий Иванович, гвардии капитан, командир эскадрильи 59-го гвардейского штурмового авиационного полка 2-й гвардейской штурмовой авиационной дивизии 16-й воздушной армии удостоен звания Герой Советского Союза. Посмертно. - Указом Президиума Верховного Совета СССР от 15 мая 1946 года Киселёв Геннадий Семёнович, гвардии старший лейтенант, заместитель командира эскадрильи 58-го гвардейского штурмового авиационного полка 2-й гвардейской штурмовой авиационной дивизии 16-й воздушной армии удостоен звания Герой Советского Союза. Золотая Звезда № 7051. - Указом Президиума Верховного Совета СССР от 23 февраля 1945 года Коленников Василий Фёдорович, гвардии капитан, заместитель командира эскадрильи 78-го гвардейского штурмового авиационного полка удостоен звания Герой Советского Союза. Золотая Звезда № 5816. - Указом Президиума Верховного Совета СССР от 13 апреля 1944 года Копаев Григорий Иванович, гвардии майор, штурман 59-го гвардейского штурмового авиационного полка 2-й гвардейской штурмовой авиационной дивизии 16-й воздушной армии удостоен звания Герой Советского Союза. Золотая Звезда № 3390. - Указом Президиума Верховного Совета СССР от 23 февраля 1945 года Малов Олег Иванович, гвардии старший лейтенант, заместитель командира эскадрильи 79-го гвардейского штурмового авиационного полка 2-й гвардейской штурмовой авиационной дивизии 16-й воздушной армии удостоен звания Герой Советского Союза. Золотая Звезда № 5328. - Указом Президиума Верховного Совета СССР от 15 мая 1946 года Медведев Виктор Александрович, гвардии старший лейтенант, заместитель командира эскадрильи 79-го гвардейского штурмового авиационного полка 2-й гвардейской штурмовой авиационной дивизии 16-й воздушной армии удостоен звания Герой Советского Союза. Золотая Звезда № 7052. - Указом Президиума Верховного Совета СССР от 15 мая 1946 года Милюков Владимир Александрович, гвардии старший лейтенант, командир звена 59-го гвардейского штурмового авиационного полка 2-й гвардейской штурмовой авиационной дивизии 16-й воздушной армии 2-й гвардейской штурмовой авиационной дивизии 16-й воздушной армии удостоен звания Герой Советского Союза. Золотая Звезда № 7054. - Указом Президиума Верховного Совета СССР от 13 апреля 1944 года Михаленков Ефим Андреевич, гвардии капитан, командир эскадрильи 78-го гвардейского штурмового авиационного полка 2-й гвардейской штурмовой авиационной дивизии 16-й воздушной армии удостоен звания Герой Советского Союза. Золотая Звезда № 3515. - Указом Президиума Верховного Совета СССР от 23 февраля 1945 года Мочалов Владимир Николаевич, гвардии капитан, командир эскадрильи 78-го гвардейского штурмового авиационного полка 2-й гвардейской штурмовой авиационной дивизии 16-й воздушной армии удостоен звания Герой Советского Союза. Золотая Звезда № 5807. - Указом Президиума Верховного Совета СССР от 1 июля 1944 года Наконечников Александр Георгиевич, гвардии подполковник, командир 78-го гвардейского штурмового авиационного полка 2-й гвардейской штурмовой авиационной дивизии 16-й воздушной армии удостоен звания Герой Советского Союза. Золотая Звезда № 3043. - Указом Президиума Верховного Совета СССР от 4 февраля 1944 года Науменко Иван Афанасьевич, гвардии старший лейтенант, заместитель командира эскадрильи 58-го гвардейского штурмового авиационного полка 2-й гвардейской штурмовой авиационной дивизии 16-й воздушной армии удостоен звания Герой Советского Союза. Золотая Звезда № 3391. - Указом Президиума Верховного Совета СССР от 1 июля 1944 года Немтинов Аким Андреевич, гвардии старший лейтенант, помощник командира 79-го гвардейского штурмового авиационного полка 2-й гвардейской штурмовой авиационной дивизии 16-й воздушной армии удостоен звания Герой Советского Союза. Золотая Звезда № 3044. - Указом Президиума Верховного Совета СССР от 4 февраля 1944 года Поспелов Павел Прохорович, гвардии майор помощник по Воздушно-Стрелковой Службе командира 58-го гвардейского штурмового авиационного полка 2-й гвардейской штурмовой авиационной дивизии 16-й воздушной армии удостоен звания Герой Советского Союза. Золотая Звезда № 2822. - Указом Президиума Верховного Совета СССР от 23 февраля 1945 года Россохин Борис Гаврилович, гвардии старший лейтенант, командир звена 59-го гвардейского штурмового авиационного полка 2-й гвардейской штурмовой авиационной дивизии 16-й воздушной армии удостоен звания Герой Советского Союза. Золотая Звезда № 5331. - Указом Президиума Верховного Совета СССР от 15 мая 1946 года Сидорович Александр Николаевич, гвардии лейтенант, лётчик 79-го гвардейского штурмового авиационного полка 2-й гвардейской штурмовой авиационной дивизии 16-й воздушной армии удостоен звания Герой Советского Союза. Золотая Звезда № 9115. - Указом Президиума Верховного Совета СССР от 1 июля 1944 года Скляров Максим Гаврилович, гвардии подполковник, командир 59-го гвардейского штурмового авиационного полка 2-й гвардейской штурмовой авиационной дивизии 16-й воздушной армии удостоен звания Герой Советского Союза. Золотая Звезда № 3048. - Указом Президиума Верховного Совета СССР от 23 февраля 1945 года Тваури Георгий Иванович, гвардии старший лейтенант, командир звена 59-го гвардейского штурмового авиационного полка 2-й гвардейской штурмовой авиационной дивизии 16-й воздушной армии удостоен звания Герой Советского Союза. Золотая Звезда № 7404. - Указом Президиума Верховного Совета СССР от 15 мая 1946 года Тышевич Владимир Александрович, гвардии старший лейтенант, заместитель командира эскадрильи 79-го гвардейского штурмового авиационного полка 2-й гвардейской штурмовой авиационной дивизии 16-й воздушной армии удостоен звания Герой Советского Союза. Золотая Звезда № 2859. - Указом Президиума Верховного Совета СССР от 13 апреля 1944 года Хохлачёв Василий Фёдорович, гвардии капитан, командир эскадрильи 79-го гвардейского штурмового авиационного полка 2-й гвардейской штурмовой авиационной дивизии 16-й воздушной армии удостоен звания Герой Советского Союза. Золотая Звезда № 3519. - Указом Президиума Верховного Совета СССР от 13 апреля 1944 года Черезов Аркадий Степанович, гвардии лейтенант, командир звена 78-го гвардейского штурмового авиационного полка 2-й гвардейской штурмовой авиационной дивизии 16-й воздушной армии удостоен звания Герой Советского Союза. Посмертно. |

## Благодарности Верховного Главнокомандующего
Воинам дивизии объявлены благодарности Верховного Главнокомандующего:
- За отличие при прорыве сильно укреплённой полосы обороны противника в районе Севска, стремительное наступление и овладение городами Севск, Глухов и Рыльск, вступление на Северную Украину[18].
- За отличие в боях при форсировании реки Десна и за овладение городом Чернигов[19].
- За отличие в боях за овладение городом Речица — крупным узлом коммуникаций и важным опорным пунктом обороны немцев на правом берегу среднего течения Днепра[20].
- За прорыв обороны немцев на бобруйском направлении, юго-западнее города Жлобин и севернее города Рогачёв[21].
- За отличие в боях при овладении городом и крупной железнодорожной станцией Бобруйск — важным узлом коммуникаций и мощным опорным пунктом обороны немцев, прикрывающим направления на Минск и Барановичи[22].
- За отличие в боях при овладении городом Барановичи и Барановичским укреплённым районом[15].
- За отличия в боях в наступлении из района Ковеля, при прорыве сильно укреплённой обороны немцев и при продвижении за три дня наступательных боёв вперёд до 50 километров, при расширении прорыва до 150 километров по фронту, при занятии более 400 населённых пунктов, в том числе крупных населённых пунктов Ратно, Малорыта, Любомль, Опалин и выходе к реке Западный Буг[23].
- За отличие в боях при овладении областным центром Белоруссии городом и крепостью Брест (Брест-Литовск) — оперативно важным железнодорожным узлом и мощным укреплённым районом обороны немцев на варшавском направлении[24].
- За отличие в боях при овладении крепостью Прага — предместьем Варшавы и важным опорным пунктом обороны немцев на восточном берегу Вислы[25].
- За отличие в боях при овладении городом Варшава — важнейшим стратегическим узлом обороны немцев на реке Висла[26].
- За отличие в боях при овладении городами Лодзь, Кутно, Томашув (Томашов), Гостынин и Ленчица[27].
- За отличие в боях при овладении городом и крепостью Познань — стратегически важным узлом обороны немцев на берлинском направлении[28].
- За отличие в боях при овладении городами Франкфурт-на-Одере, Вандлитц, Ораниенбург, Биркенвердер, Геннигсдорф, Панков, Фридрихсфелъде, Карлсхорст, Кёпеник и вступление в столицу Германии город Берлин[29].
- За отличие в боях по завершению окружения Берлина и за отличие в боях при овладении городами Науен, Эльшталь, Рорбек, Марквардт[30].
- За отличие в боях при овладении городами Ратенов, Шпандау, Потсдам — важными узлами дорог и мощными опорными пунктами обороны немцев в Центральной Германии[31].
- За отличие в боях при штурме и овладении городом Бранденбург — центром Бранденбургской провинции и мощным опорным пунктом обороны немцев в Центральной Германии[32];
- За отличие в боях при разгроме берлинской группы немецких войск овладением столицы Германии городом Берлин — центром немецкого империализма и очагом немецкой агрессии[33].

## Базирование
| Период               | Место базирования       |
| -------------------- | ----------------------- |
| 04.1945 — 01.06.1945 | Финов, Германия         |
| 01.06.1945 — 12.1945 | Виттшток, Германия      |
| 12.1945 — 08.1949    | Гроссенхайн, Германия   |
| 08.1949 — 06.1953    | Альтес-Лагер, Германия  |
| 06.1953 — 08.1956    | Фалькенберг, Германия   |
| 08.1956 — 10.1956    | Сталино, Украинская ССР |